# Air Luxor
Air Luxor — бывшая португальская авиакомпания со штаб-квартирой в Лиссабоне, выполнявшая регулярные пассажирские перевозки по аэропортам страны и за рубеж. Компания прекратила операционную деятельность в октябре 2006 года.

## История
Частная авиакомпания Air Luxor была образована в декабре 1988 года португальским бизнесменом Mirpuri, владевшим к тому времени парком небольших самолётов. В 1997 году Air Luxor впервые вышла на рынок коммерческих пассажирских перевозок, а в 2001 году запустила свой первый регулярный маршрут. В октябре 2003 года компания ввела несколько бюджетных рейсов под флагом собственной программы бюджетных перевозок «Air Lixor Light».
В 2005 году руководство Air Luxor запланировало провести в течение ближайших 12 месяцев полный ребрендинг авиакомпании под вторую чартерную компанию Hi Fly, однако успела сменить ливреи лишь у нескольких своих самолётов.
В мае 2006 года Air Luxor закрыла регулярные маршруты Лиссбон-Париж (Орли), Лиссабон-Прая и Порту-Париж (Орли) и вернула дальнемагистральный самолёт Airbus A330 лизингодателям. В тот же период появилась информация о возможном приобретении Air Luxor французской авиакомпанией Aigle Azur. В июле 2006 года Air Luxor была реализована совместному канадско-португальскому инвестиционному холдингу Longstock Financial Group. Вместе с основным авиаперевозчиком холдинг приобрёл его дочерние подразделения Air Luxor STP в Сан-Томе, Air Luxor GB в Гвинее-Бисау и туристическую компанию Air Luxor Tours. Частная компания Mirpuri в настоящее время владеет другим чартерным авиаперевозчиком Hi Fly.
В октябре 2006 года Air Luxor была вынуждена остановить собственную деятельность после возврата из лизинга двух самолётов Airbus A320, а в конце года у авиакомпании был отозван сертификат эксплуатанта.

## Флот авиакомпании
- Airbus A319
- Airbus A320
- Airbus A330-200
- Airbus A330-300
- Boeing 767-300ER
- Lockheed L1011-500

## Маршрутная сеть
В 2006 году авиакомпания Air Luxor выполняла регулярные пассажирские перевозки по следующим направлениям:
- Португалия
  - Фуншал — Международный аэропорт Мадейры

- Франция
  - Париж — Аэропорт Орли

- Африка
  - Сан-Томе — Международный аэропорт Сан-Томе (сезонный)